# Lista de arranha-céus de Las Vegas

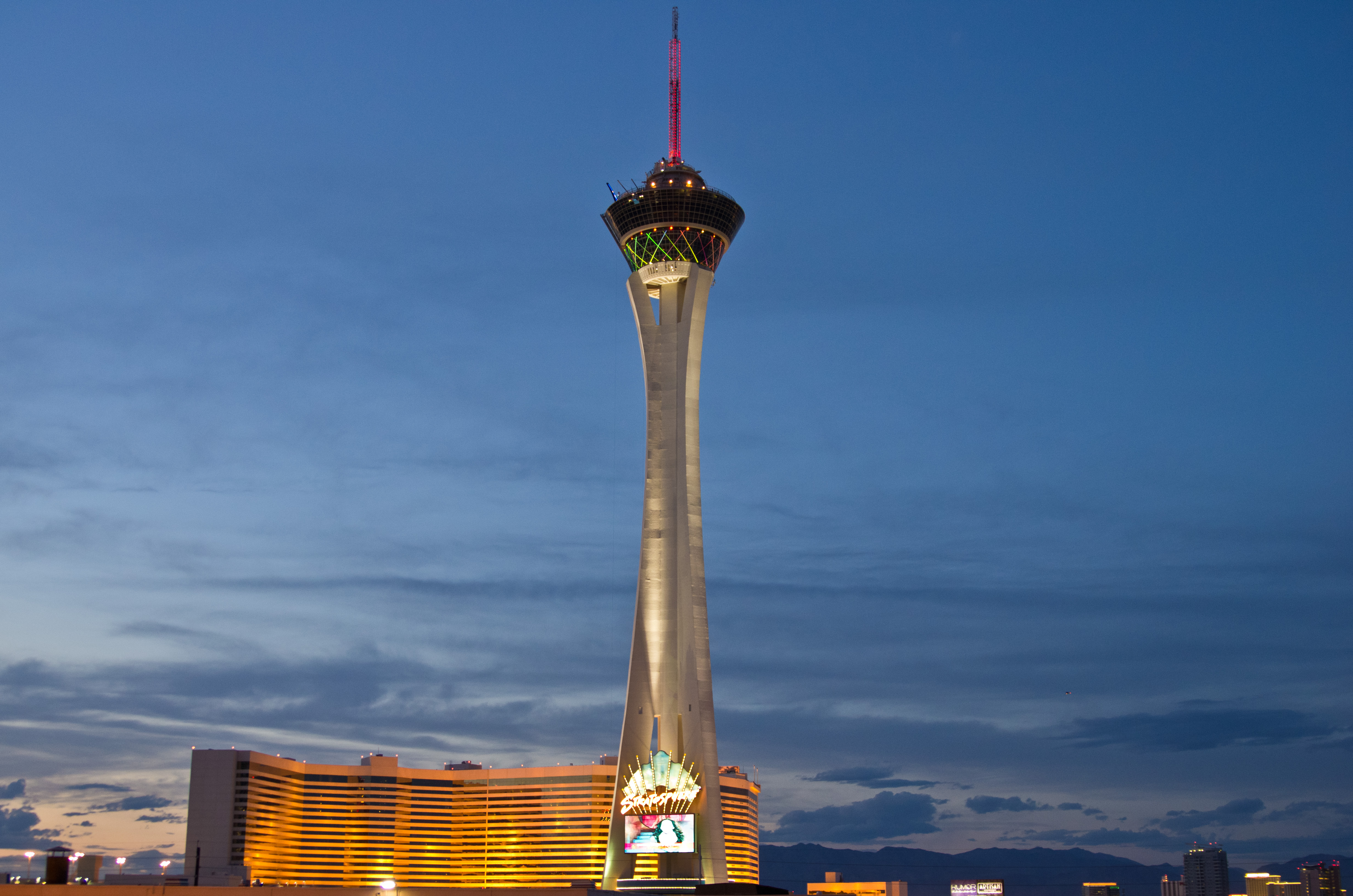
A Stratosphere Tower é a mais alta torre de observação dos Estados Unidos.

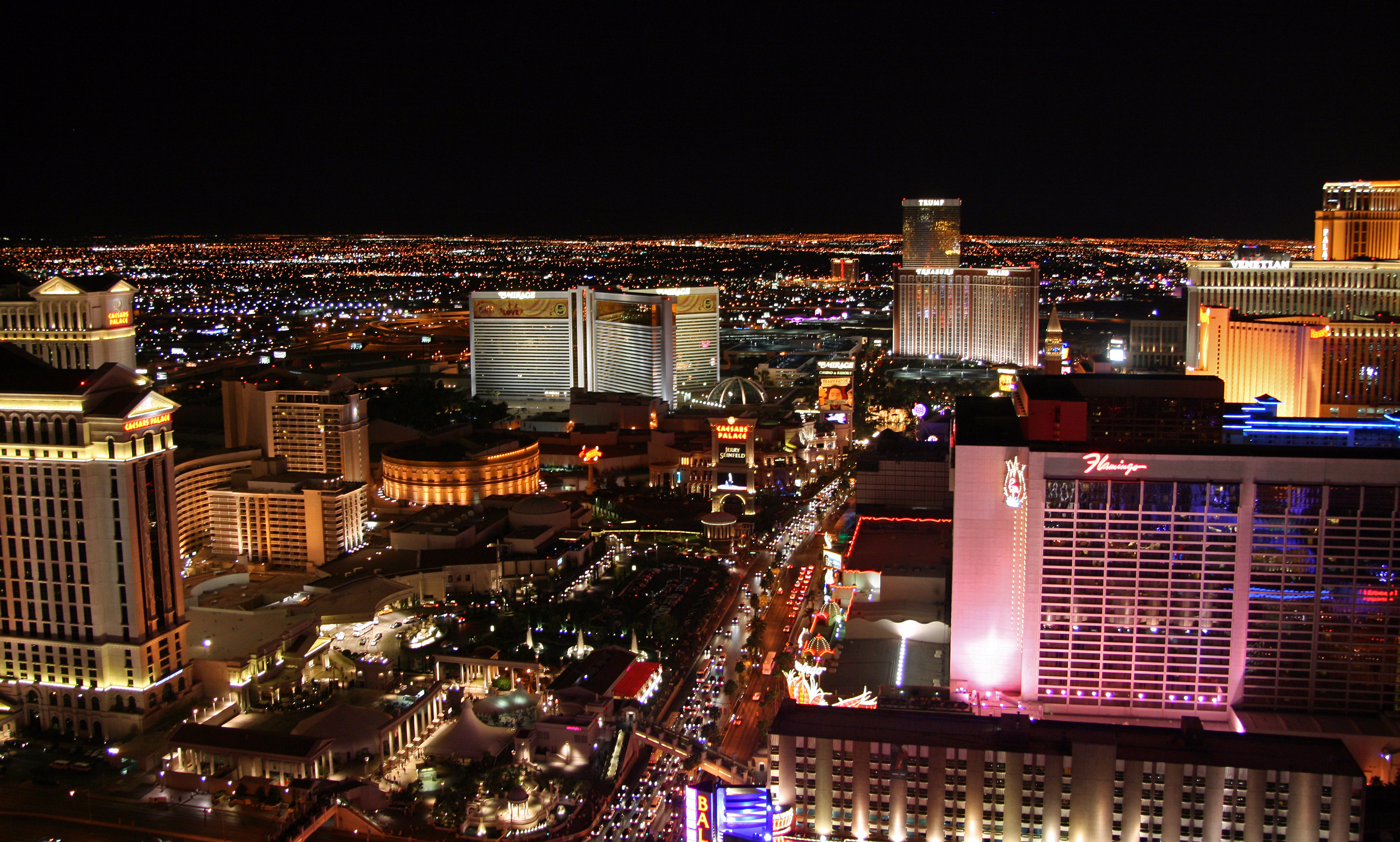
A grande maioria dos arranha-céus de Las Vegas está concentrada na famosa Las Vegas Strip.

A cidade de Las Vegas, no estado norte-americano de Nevada, e as comunidades incorporadas adjacentes ao Las Vegas Valley, abrigam mais de 160 arranha-céus, dos quais 42 ultrapassam os 122 metros de altura (ou 400 pés). A estrutura mais alta da cidade de Las Vegas é a Stratosphere Tower, com 350 metros de altura, localizada ao norte da notória Strip. A torre é ainda a mais alta torre de observação dos Estados Unidos. Contudo, por não ser habitável, não é considerada um arranha-céu. O prédio habitável mais alto, no caso, é o hotel-cassino Fontainebleau Resort Las Vegas, que se ergue a 224 metros de altura, atingidos em novembro de 2008. No entanto, este edifício ainda não foi concluído. O edifício já concluído mais alto da cidade é o Palazzo, igualmente um hotel-cassino que se ergue a 196 metros de altura e inaugurado em 2007.
A história dos arranha-céus em Las Vegas teve início na década de 1950, com a conclusão do Hotel e Cassino Castaways, no centro da cidade; o prédio de 66 metros de altura ocupou o posto de estrutura mais alta da cidade até 1961, sendo demolido em 2006. A partir da construção do Diamond of the Dunes em 1961, hotéis sediados em arranha-céus passou a ser um conceito muito explorado, principalmente ao longo da Strip'. O primeiro edifício a superar os 150 metros foi o New York-New York Hotel & Casino, concluído em 1997. Las Vegas experimentou uma verdadeira explosão na tendência de arranha-céus no fim da década de 1990, muito tarde em comparação às demais metrópoles estadunidenses. Dos quarenta maiores arranha-céus da cidade, trinta e nove foram concluídos após 1997. No ano de 2012, o skyline de Las Vegas foi listado em 66º em todo o mundo e em 18º nos Estados Unidos, abrigando 176 arranha-céus concluídos. 
Em meio ao que têm sido cunhado como "onda de Manhattanização", há mais de trinta arranha-céus planejados, aprovados ou em construção na cidade em ascensão a mais de 122 metros de altura. O edifício mais alto já aprovado para ser erguido na cidade é o World Jewelry Center, proposto para ocupar parte do centro financeiro. A torre de 248 metros de altura é parte de um grande projeto visando estabelecer um centro internacional de joalheria em Las Vegas.

## Arranha-céus
| Posição | Arranha-céu                            | Imagem | Altura (pés/m) | Andares | Ano  | Notas             |
| ------- | -------------------------------------- | ------ | -------------- | ------- | ---- | ----------------- |
| –       | Stratosphere Tower                     |        | 1,150 (350,2)  | 112     | 1996 | [ 2 ] [ 3 ] [ 9 ] |
| 1       | Fontainebleau Resort Las Vegas         |        | 735 (224)      | 63      | 2010 | [ 4 ] [ 10 ]      |
| 2       | The Palazzo                            |        | 642 (196)      | 52      | 2007 | [ 5 ]             |
| 3       | Trump International Hotel Las Vegas    |        | 640 (195)      | 64      | 2008 |                   |
| 4       | Encore at Wynn Las Vegas               |        | 631 (192)      | 52      | 2008 |                   |
| 5       | Wynn Las Vegas                         |        | 614 (187)      | 49      | 2005 |                   |
| 6       | The Cosmopolitan Eastside Tower        |        | 610 (184)      | 61      | 2010 |                   |
| 6       | The Cosmopolitan Casino West End Tower |        | 610 (184)      | 61      | 2010 |                   |
| 8       | Aria Resort & Casino                   |        | 600 (183)      | 45      | 2009 |                   |
| 8       | Elara                                  |        | 600 (183)      | 45      | 2009 |                   |
| 10      | Vdara                                  |        | 570 (169)      | 57      | 2009 |                   |
| 11      | Mandarin Oriental                      |        | 560 (171)      | 47      | 2009 |                   |
| –       | High Roller                            |        | 550 (167)      | 55      | 2014 |                   |
| –       | Torre Eiffel                           |        | 540 (165)      | 54      | 1999 |                   |
| 12      | New York-New York Hotel and Casino     |        | 529 (161)      | 45      | 1997 |                   |
| 13      | Palms Place                            |        | 517 (157)      | 48      | 2008 |                   |
| 14      | The Martin                             |        | 513 (157)      | 42      | 2009 |                   |
| 15      | Bellagio Hotel and Resort              |        | 508 (155)      | 36      | 98   |                   |
| 16      | Sky Las Vegas                          |        | 500 (152)      | 45      | 2007 |                   |
| 17      | Delano                                 |        | 485 (148)      | 45      | 2003 |                   |
| 18      | Mandalay Bay Resort and Casino         |        | 480 (146)      | 44      | 1999 |                   |